# Стецюк Сергій Борисович
Сергі́й Бори́сович Стецю́к — солдат Збройних сил України.
Уродженець Кам'янець-Подільського району, на фронті з 2014 року, односельці збирали обмундирування, харчові припаси.

## Нагороди
За особисту мужність і героїзм, виявлені у захисті державного суверенітету та територіальної цілісності України, вірність військовій присязі, відзначений — нагороджений
- 27 червня 2015 року — орденом «За мужність» III ступеня,